# Pomnik Stanisława Żółkiewskiego w Berezowce
Pomnik Stanisława Żółkiewskiego w Berezowce – pomnik poświęcony Stanisławowi Żółkiewskiemu, zbudowany w XVII wieku w miejscu jego śmierci.

## Wygląd
Stanął on na niewielkim kurhanie, kryjącym prochy poległych. Przytwierdzono do niego tablicę, na której wymieniono zasługi hetmana w służbie ojczyźnie z łacińskim cytatem „Quam dulce et decorum est pro patria mori” (pol. Jakże słodko i zaszczytnie jest umrzeć za Ojczyznę). Wygląd pierwotnego pomnika znany jest z rysunku Napoleona Ordy.
Współczesny pomnik to obelisk o wysokości 8,45 m, zwieńczony kutym krzyżem o wysokości 1,40 m, który stoi na kurhanie o średnicy 20 m i wysokości 2 m. Obecnie na pomniku znajduje się łacińska płyta umieszczona na nim w 1912 roku oraz płyta w językach polskim i rumuńskim.

## Historia
Pomnik Żółkiewskiego ufundowała wdowa po nim, a realizacją budowy zajął się jego syn Jan, który pod osłoną własnej chorągwi pancernej sprowadził kamieniarzy z Mohylowa. Dodatkowo młody Żółkiewski miał nieoficjalną zgodę władającego tym terytorium hospodara mołdawskiego oraz dowódców okolicznych tureckich garnizonów.
Pomnik istniał do 1868 roku, kiedy mieszkaniec sąsiedniej wsi obalił obelisk i rozkopał kurhan w poszukiwaniu domniemanych skarbów. W 1903 roku powstał jednak Społeczny Komitet Odbudowy Pomnika Hetmana Żółkiewskiego, który doprowadził prawdopodobnie w 1912 roku do budowy nowego pomnika. Pomnik przetrwał do czasów współczesnych, jednak z braku ochrony niszczał w kolejnych latach. Dopiero w 2003 roku polska ambasada w Mołdawii oraz Stowarzyszenie „Wspólnota Polska” pozyskały dotację senacką na prace restauracyjne. Prace dobiegły końca we wrześniu tego samego roku.
Pod pomnikiem odbywają się od 2003 roku coroczne zloty młodzieży polonijnej.